# Elijah Bynum
Elijah Jordan Bynum (* 18. März 1987 in Northampton, Massachusetts) ist ein US-amerikanischer Filmregisseur und Drehbuchautor.

## Leben
Elijah Bynum wurde in Massachusetts geboren, wo er in Amherst und Pelham mit einem jüngeren Bruder aufwuchs (einige Quellen nennen Amherst als Geburtsort). Er besuchte die Amherst Regional High School, wo er American Football spielte. Nach seinem Abschluss studierte der Afroamerikaner die Fächer Marketing und Wirtschaftswissenschaft an der University of Massachusetts Amherst. Auch dort gehörte er dem hiesigen Football-Team namens Minuteman an. Im Jahr 2009 verließ Bynum die Hochschule mit einem Bachelor-Abschluss, den er im Rahmen eines BDIC-Programms („Bachelor’s Degree with Individual Concentration“) über das Thema Sportmanagement erworben hatte.
Bynum lebt in Los Angeles.

## Werk

### Arbeit in Hollywood und erste Drehbücher
Noch vor seinem Universitätsabschluss hatte Bynum eine Karriere in der Filmbranche angestrebt. Er absolvierte daraufhin ein Praktikum bei der in Los Angeles ansässigen Mandalay Pictures und arbeitete parallel an seinem ersten Filmdrehbuch. Das Praktikum bei der Produktionsfirma verschaffte ihm eine Stelle bei der Creative Artists Agency (CAA). Für die einflussreiche Agentur arbeitete Bynum etwa acht Monate, ehe er in der Nonprofit-Abteilung eingesetzt wurde und später auch mit Filmproduzenten in Kontakt kam. Parallel neben seiner regulären Arbeit versuchte er sich weiterhin als Drehbuchautor; später wurde er als Assistent in die Literaturredaktion von CAA degradiert.
Im Jahr 2011 stellte Bynum mit Mississippi Mud sein erstes Drehbuch für einen Film fertig. Es fand aber bis 2013 keine Leser. Nachdem er seine Arbeit für die CAA aufgegeben hatte, beendete er mit Hot Summer Nights sein zweites Skript. Beide Drehbücher wurden 2013 in der Blacklist der besten unverfilmten Ideen Hollywoods gelistet und brachten ihm erste Anerkennung ein.

### Inszenierung erster Spielfilme
Nach dem Black-List-Erfolg kümmerte sich Bynum um ein professionelles Management, das ihn fortan vertreten sollte. Im Jahr 2017 gelang es ihm, sein Drehbuch Hot Summer Nights auch als Regisseur mit den Nachwuchsdarstellern Timothée Chalamet, Maika Monroe und Alex Roe zu verfilmen. Ursprünglich hatte er nicht daran gedacht, sein Skript auch selbst zu inszenieren. Die Geschichte, die auf einer wahren Begebenheit basieren soll, handelt von einem schüchternen Teenager aus einer Mittelstandsfamilie (Chalamet), der 1991 in eine Kleinstadt an der US-Ostküste zieht. Dort fühlt er sich in dem elitären Milieu als Außenseiter, ehe er ins Drogenmilieu abzudriften beginnt. Das nostalgische Sommerdrama, das Coming-of-Age-Elemente mit Versatzstücken des Neo-Noir-Genres mischte, wurde von der neu gegründeten Firma Imperative Entertainment produziert und in den USA von A24 vertrieben. Von der englischsprachigen Kritik wurde Bynums Regiedebüt gemischt aufgenommen. Michael Kohl (Filmdienst) beklagte in seiner 2021 erschienenen Kritik, dass Hot Summer Nights auf seiner „audiovisuellen Ebene die Balance zwischen den unterschiedlichen Grundstimmungen“ gelinge, die Handlung aber „vorhersehbar und die Charaktere flach“ blieben.
Im Jahr 2023 stellte Bynum die Arbeit an seinem zweiten Spielfilm Magazine Dreams mit Jonathan Majors in der Hauptrolle fertig. Das Drama handelt von einem afroamerikanischen Bodybuilder, der darum kämpft, soziale Beziehungen aufzubauen. Bynums Skript war im Jahr 2020 erneut in die Blacklist der besten unverfilmten Ideen Hollywoods aufgenommen worden. Der Branchendienst Variety nahm Bynum noch vor der Uraufführung von Magazine Dreams im Wettbewerb des Sundance Film Festivals in seine Liste der „10 Directors to Watch“ für das Jahr 2023 auf.

## Filmografie

### Regie
- 2017: Hot Summer Nights
- 2023: Magazine Dreams

### Drehbücher
- 2017: Hot Summer Nights
- 2018: One Dollar (Fernsehserie, 4 Folgen)
- 2023: Magazine Dreams
- 2024: The Deliverance

## Auszeichnungen
2023: Palm Springs International Film Festival – Aufnahme in Varietys „10 Directors to Watch“-Liste für Magazine Dreams